# Hyalobathra illectalis
Hyalobathra illectalis is een vlinder van de familie van de grasmotten (Crambidae). De wetenschappelijke naam van deze soort is voor het eerst voorgesteld als Botys illectalis door Francis Walker in een publicatie uit 1859.

## Verspreiding
De soort komt voor in India (Maharashtra, Meghalaya, Uttarakhand), Myanmar, Sri Lanka en Indonesië (Sulawesi, Sumatra).

## Waardplanten
De rups leeft op Abrus precatorius (Fabaceae) en Phyllanthus emblica (Phyllanthaceae).